# I Saw Her Standing There
"I Saw Her Standing There" is een nummer geschreven door John Lennon en Paul McCartney en werd gebruikt als openingsnummer voor het debuutalbum van The Beatles, Please Please Me. Dit album werd in het Verenigd Koninkrijk op 22 maart 1963 uitgegeven door platenlabel Parlophone.
In december 1963 werd het nummer door Capitol Records uitgebracht als B-kant van de eerste Amerikaanse single van The Beatles voor deze platenmaatschappij, I Want to Hold Your Hand. Deze single nummer bleef vanaf 18 januari 1964 zeven weken aan de top van de hitlijsten. In 2004 werd het nummer door het tijdschrift Rolling Stone op plaats 139 van de "The 500 Greatest Songs of All Time"-lijst gezet.

## Live-opname Hamburg
Op Oudejaarsavond 1962 namen The Beatles het nummer voor het eerst op en wel live in de Star-Club te Hamburg en verscheen het in 1977 op het live-album Live! at the Star-Club in Hamburg, Germany; 1962.

## Compositie
Het nummer was een samenwerking tussen Lennon en McCartney gebaseerd op een idee van McCartney. McCartney kwam op het idee voor het nummer, dat oorspronkelijk "Seventeen" heette, terwijl hij naar huis reed van een Beatles-concert in Southport. Later heeft hij nummer thuis verder afgemaakt samen met Lennon. In Beat Instrumental verklaart McCartney hoe het componeren van het nummer ging:
Dit nummer is een voorbeeld van hoe ik kleine dingen van andere nummers gebruikte. Ik heb de basriff van Talkin' About You van Chuck Berry in I Saw Her Standing There gebruikt. Ik speelde exact dezelfde noten als hij en het paste perfect bij het nummer. Zelfs wanneer ik nu nog mensen vertel over dit geloven maar enkelen me. Dus ik vind dat een basriff niet origineel hoeft te zijn.
De songtekst was geschreven op een "Liverpool Institute"-oefenboek. Remember, een boek van McCartneys broer Mike, bevat een foto van Lennon en McCartney terwijl ze op de gitaar spelen en het oefenboek lezen. De tekst van het lied was een typisch voorbeeld van het Lennon-McCartney-partnerschap. Zoals McCartney later zei:
Ik had de regel 'She was just seventeen' en vervolgens 'never been a Beauty Queen'. Toen ik dit aan John liet zien, begon hij te lachen en zei hij: "Dit meen je toch niet serieus?" Het was een van de eerste keren ooit dat hij zei dat een regel veranderd moest worden.
De credits op de hoes van het album Please Please Me vermelden "McCartney/Lennon" in plaats van het gebruikelijke "Lennon/McCartney".

## Opnames
Het nummer werd in de Abbey Road Studios opgenomen op 11 februari 1963, als onderdeel voor de marathonopnamesessie die waarbij 10 van de 14 nummers van Please Please Me werden opgenomen. The Beatles waren niet aanwezig voor het mixen op 25 februari 1963, wat voor die tijd niet ongewoon was.
Op het album begint het nummer met het aftellen van McCartney. Normaal worden aftellingen weggelaten bij het mixen maar producer George Martin liet deze toch erop staan om zo een flitsend effect te creëren bij het begin van het album. Muziekjournalist Richard Williams suggereerde dat deze introductie vergelijkbaar was met de openingsregel van Elvis Presley op zijn eerste album: "Well it's one for the money, two for the show". (doch begon het aftellen pas vanaf take 9 en niet vanaf take 1).

## Release
- Britse LP: Please Please Me
- Britse EP: The Beatles (No. 1)
- Amerikaanse LP: Introducing... The Beatles
- Amerikaanse LP: Meet The Beatles!

In een paar landen, waaronder Frankrijk, kwam I Saw Her Standing There als single uit.

## Medewerkers
- Paul McCartney - zang, basgitaar, handgeklap
- John Lennon - achtergrondzang, gitaar, handgeklap
- George Harrison - leadgitaar, handgeklap
- Ringo Starr - drums, handgeklap

## NPO Radio 2 Top 2000
| Nummer met noteringen in de NPO Radio 2 Top 2000 | '00 | '01  | '02  | '03 | '04  | '05  | '06  | '07  | '08  | '09  | '10  | '11  | '12  | '13  | '14  | '15  | '16  | '17  | '18  | '19  |
| ------------------------------------------------ | --- | ---- | ---- | --- | ---- | ---- | ---- | ---- | ---- | ---- | ---- | ---- | ---- | ---- | ---- | ---- | ---- | ---- | ---- | ---- |
| I Saw Her Standing There                         | 986 | 1196 | 1122 | 828 | 1072 | 1057 | 1076 | 1131 | 1058 | 1050 | 1029 | 1197 | 1198 | 1292 | 1490 | 1449 | 1754 | 1785 | 1840 | 1866 |

1. ↑  Een vetgedrukt getal geeft de hoogste notering aan.
2. ↑  2000 was het eerste jaar met een notering voor dit nummer.
3. ↑  Deze tabel is bijgewerkt tot en met de laatste editie (2024).